# HKT48指原莉乃座長公演
HKT48指原莉乃座長公演（エイチケイティーフォーティーエイト さしはらりのざちょうこうえん）は、2015年4月8日 - 23日に東京・明治座で、同年8月15日 - 31日に福岡・博多座でHKT48が公演した舞台である。

## 概要
舞台は2部構成で、第一部は全編書下ろしのオリジナル演劇『博多少女歌舞伎 博多の阿国の狸御殿』第二部はHKT48ライブショー『踊る！たぬき祭り』となる。
作・演出に横内謙介、座長に指原莉乃、出演したHKT48のメンバーはオーディションによって選ばれた。
脇を固めたのは、酒井敏也（明治座）・モト冬樹（博多座）・高木稟・扉座の団員など実力派の俳優陣。
また博多座公演では追加オーディションで選ばれた秋吉優花と神志那結衣が出演した。
さらに8月22日には全国28か所の映画館でライブビューイングが行なわれた。

## キャスト

### たぬ蔵一家
- キヌタ：指原莉乃
- おはぎ（キヌタの妹分）：矢吹奈子
- お黒（メス組リーダー）：多田愛佳
- お玉（メス組副長）：森保まどか
- 小まめ（メス組）：田島芽瑠
- おネギ（メス組）：坂口理子
- おミソ（メス組）：村重杏奈
- きのこ（メス組）：朝長美桜
- ぽん太（メス組の用心棒）：酒井敏也（明治座）/モト冬樹（博多座）
- たぬ蔵（親分）：岡森諦

### 博多阿国一座
- 阿国：宮脇咲良
- お菊（幹部）：兒玉遥
- お梅（幹部）：今田美奈
- 百合：本村碧唯
- 椿：松岡菜摘
- すみれ：穴井千尋
- たんぽぽ（研究生）：植木南央
- ひまわり（研究生）：熊沢世莉奈
- 海丸（座頭）：犬飼淳治
- ガン平（番頭）：岩本達郎

### ほか
- 太閤秀吉：高木稟
- 石田三成：神志那結衣（博多座のみ）
- 秋吉優吉朗：秋吉優花（博多座のみ）
- オバサン：藤田直美

- アクションアンサンブル：伊藤俊・宮川康裕・村井亮・北村海・寒川祥吾・大曽根敬大・松本直也・前川孟諭・藍田将太・山口真弥

## 映像ソフト化
- 2016年2月6日に本公演を収録したDVD、Blu-ray Discが発売された。DVD、BDとも4枚組で、生写真3枚が封入特典として収められている。